# Forbes (Familienname)
Forbes ist ein Familienname aus dem anglo-amerikanischen Sprachraum:

## Namensträger

### A
- Abigail Forbes (* 2001), US-amerikanische Tennisspielerin
- Aldene Forbes (* 1978), Fußballspieler für die Cayman Islands
- Alex Forbes (1925–2014), schottischer Fußballspieler
- Alexa Forbes (* 1961), britische Ruderin
- Alexander Forbes, 1. Lord Forbes (um 1380–1448), schottischer Adliger
- Alexander Forbes (Bischof von Aberdeen) (1564–1617), schottischer Bischof
- Alexander Forbes (Bischof von Brechin) (1817–1875), schottischer Bischof
- Alexander Forbes (Mediziner) (1882–1965), US-amerikanischer Physiologe
- Alexander F. I. Forbes (1871–1959), schottisch-südafrikanischer Astronom und Architekt
- Alexander Rooney Forbes (1925–2014), schottischer Fußballspieler; siehe Alex Forbes
- Andrew Forbes (1915–1990er Jahre), britischer Langstreckenläufer
- Archibald Forbes, englischer Journalist

### B
- B. C. Forbes (Bertie Charles Forbes; 1880–1954), schottischer Journalist und Autor
- Bernard Forbes, 8. Earl of Granard (1874–1948), britischer Peer, Politiker und Offizier
- Billy Forbes (* 1990), Fußballspieler von den Turks- und Caicosinseln
- Bradley Forbes-Cryans (* 1995), britischer Kanute
- Bryan Forbes (1926–2013), britischer Filmregisseur, Drehbuchautor und Schauspieler

### C
- Charles Hepburn-Stuart-Forbes-Trefusis, 21. Baron Clinton (1863–1957), britischer Politiker, Peer, Oberhausmitglied
- Charles Morton Forbes (1880–1960), britischer Admiral
- Charles Noyes Forbes (1883–1920), US-amerikanischer Botaniker
- China Forbes (* 1970), US-amerikanische Musikerin
- Clarence A. Forbes (1901–2001), US-amerikanischer Althistoriker
- Clifton Forbes (1946–2010), jamaikanischer Sprinter
- Colin Forbes (Schriftsteller) (eigentlich Raymond Harold Sawkins; 1923–2006), englischer Schriftsteller
- Colin Forbes (Grafikdesigner) (1928–2022), britischer Grafikdesigner
- Colin Forbes (Rugbyspieler) (* 1932), australischer Rugby-Union-Spieler
- Colin Forbes (Eishockeyspieler) (* 1976), kanadischer Eishockeyspieler
- Courtenay Forbes (1889–1958), englischer Diplomat

### D
- D. J. Forbes (* 1982), neuseeländischer Rugbyspieler
- Damar Forbes (* 1990), jamaikanischer Weitspringer
- David Forbes (1934–2022), australischer Regattasegler
- Derek Forbes (* 1956), schottischer Bassist
- Diana Forbes-Robertson (1915–1987), britische Autorin
- Dshon Forbes (* 1997), nicaraguanischer Fußballspieler
- Dwayne Forbes (* 1989), bahamaischer Fußballspieler

### E
- Edward Forbes (1815–1854), englischer Naturforscher
- Edwin Forbes (1839–1895), US-amerikanischer Maler
- Elizabeth Adela Forbes (1859–1912), kanadische Malerin
- Elliot Forbes (1917–2006), US-amerikanischer Musikwissenschaftler
- Elliott Forbes-Robinson (* 1943), US-amerikanischer Autorennfahrer
- Eric G. Forbes (1933–1984), britischer Wissenschaftshistoriker
- Esther Forbes (1891–1967), US-amerikanische Schriftstellerin

### F
- Francis Forbes (Politiker) († 1725),  britischer Politiker, Bürgermeister von London
- Francis Forbes (Richter) (1784–1841), britischer Kolonialbeamter und Richter
- Francis Forbes (Diplomat) (1791–1873), britischer Diplomat
- Francis A. Forbes (* 1950/1951), jamaikanischer Polizist
- Francis Blackwell Forbes (1839–1908), US-amerikanischer Botaniker und Händler
- Francis Eku Forbes († 2009), gambischer Fußballspieler und -trainer
- Francis Gordon Forbes (1857–1941), kanadischer Jurist und Politiker

### G
- George Forbes (Fußballspieler, 1869) (1869–??), irischer Fußballspieler
- George Forbes (Fußballspieler, 1914) (1914–1964), englischer Fußballspieler
- George William Forbes (1869–1947), neuseeländischer Politiker
- George Ogilvie-Forbes (1891–1954), britischer Diplomat
- Gilbert Forbes (1908–1986), britischer Rechtsmediziner
- Gordon Forbes (1934–2020), südafrikanischer Tennisspieler
- Gordon Forbes (Eiskunstläufer) (* 1959), kanadischer Eiskunstläufer
- Graham Forbes (1917–1984), US-amerikanischer Jazzpianist

### H
- Harry Forbes (Boxer) (1879–1946), US-amerikanischer Boxer
- Harry Forbes (Leichtathlet) (1913–1988), britischer Geher
- Henry Ogg Forbes (1851–1932), britischer Forschungsreisender und Botaniker

### I
- Ian Forbes (* 1946), britischer Marineoffizier
- Irene Forbes (1949–2014), kubanische Fechterin
- Irene Forbes-Mosse (1864–1946), deutsche Schriftstellerin

### J
- Jaclyn Forbes, kanadische Schauspielerin
- Jack D. Forbes (1934–2011), US-amerikanischer Schriftsteller und Historiker
- Jake Forbes (1897–1985), kanadischer Eishockeytorwart
- Jake Forbes (Fußballspieler) (* 2003), Fußballspieler der Britischen Jungferninseln
- James Forbes (Politiker) (um 1731–1780), US-amerikanischer Politiker
- James Forbes (Gärtner) (1773–1861), britischer Gärtner und Botaniker
- James Forbes (Basketballspieler) (1952–2022), US-amerikanischer Basketballspieler und -trainer
- James David Forbes (1809–1868), schottischer Physiker
- James Staats Forbes (1823–1904), britischer Eisenbahnmanager und Kunstsammler
- Jerol Forbes (* 1984), trinidadischer Fußballspieler
- Jim Forbes (1923–2019), australischer Politiker, Abgeordneter und Minister
- Joel Forbes (* 1956), US-amerikanischer Jazzmusiker
- John Forbes (General) (1707–1759), britischer General
- John Forbes (Admiral) (1714–1796), britischer Admiral
- John Forbes (Mediziner) (1787–1861), britischer Arzt
- John Forbes (Botaniker) (1798–1823), britischer Botaniker
- John Forbes (Fußballspieler) (1862–1928), schottischer Fußballspieler
- John Forbes (Dichter) (1950–1998), australischer Lyriker
- John Forbes (Segler) (* 1970), australischer Segler
- John Forbes-Robertson (1928–2008), britischer Schauspieler
- Johnston Forbes-Robertson (1853–1937), englischer Schauspieler und Theatermanager

### K
- Kate Forbes (* 1990), schottische Politikerin
- Katherine Trefusis Forbes (1899–1971), britische Offizierin und erste Direktorin der Women’s Auxiliary Air Force
- Kelly Forbes (* 1973), kanadischer Skeletonpilot
- Kenardo Forbes (* 1988), jamaikanischer Fußballspieler
- Kendrick John Forbes (* 1975), bahamaischer Geistlicher, Bischof von Roseau auf Dominica

### L
- Lindsley Forbes (1877–1945), US-amerikanischer Basketballspieler
- Louis Forbes (1902–1981), US-amerikanischer Dirigent, Liedtexter und Komponist

### M
- Malcolm Forbes (1919–1990), US-amerikanischer Verleger
- Marshall Forbes (* 1980), Fußballspieler für die Cayman Islands
- Mary Forbes († 1974), britische Schauspielerin
- Mary Lou Forbes (1926–2009), US-amerikanische Journalistin
- Matthew Forbes (* 2006), US-amerikanischer Tennisspieler
- Maya Forbes (* 1968), US-amerikanische Drehbuchautorin
- Michael Forbes (Politiker) (* 1952), US-amerikanischer Politiker
- Michael Forbes (Fußballspieler) (* 2004), nordirischer Fußballspieler
- Michelle Forbes (* 1965), US-amerikanische Schauspielerin

### N
- Nigel Forbes, 22. Lord Forbes (1918–2013), britischer Geschäftsmann und Politiker (Conservative Party)
- Norene Forbes (1914–2004), US-amerikanische Schwimmerin

### R
- Ralph Forbes (1896–1951), britischer Schauspieler
- Randy Forbes (* 1952), US-amerikanischer Politiker
- Robert Forbes (Tennisspieler), US-amerikanischer Tennisspieler
- Robert Forbes (Eishockeyspieler), kanadischer Eishockeyspieler
- Robert Humphrey Forbes (1867–1968), US-amerikanischer Agrarwissenschaftler
- Robert J. Forbes (1900–1973), niederländischer Wissenschaftshistoriker
- Robyn Forbes (* 1972), australische Trampolinspringerin
- Ronald Forbes (* 1985), Hürdensprinter von den Cayman Islands
- Rosita Forbes (1890–1967), englische Forschungsreisende und Abenteurerin
- Roy Forbes (1922–2ß17), kanadischer Eishockeyspieler

### S
- Shashalee Forbes (* 1996), jamaikanische Sprinterin
- Stanhope Forbes (1857–1947), irischer Maler
- Stephen Alfred Forbes (1844–1930), US-amerikanischer Biologe
- Steve Forbes (* 1947), US-amerikanischer Geschäftsmann und Verleger
- Sue Forbes (* 1961), US-amerikanische Skilangläuferin

### T
- Tatyana Forbes (* 1997), mexikanische Softballspielerin
- Thelma Forbes (1910–2012), kanadische Politikerin (Manitoba)
- Thomas Forbes (* 1986), namibischer Rugby-Union-Spieler
- Tom Forbes (* 1993), US-amerikanischer Schauspieler und Synchronsprecher
- Trevino Forbes (* 1985), namibischer Politiker
- Tyler Forbes (* 2002), Fußballspieler der Britischen Jungferninseln

### W
- William Forbes, 7. Laird of Tolquhon († 1595), schottischer Grundbesitzer
- William Forbes (Soldat) (1614–1654), schottischer Soldat in schwedischen Diensten
- William Forbes (Rechtsanwalt) (* 1668 bis 1671; † 1745), Jurist und Hochschullehrer
- William Forbes, 6. Baronet (1739–1806), schottischer Adliger und Bankier
- William Alexander Forbes (1855–1883), englischer Zoologe
- William Cameron Forbes (1870–1959), amerikanischer Diplomat, Politiker und Schriftsteller

Siehe auch
- Forbes Graham (* ≈1980), US-amerikanischer Jazz- und Improvisationsmusiker